# Contea di Raleigh
La contea di Raleigh (in inglese Raleigh County) è una contea dello Stato della Virginia Occidentale, negli Stati Uniti. La popolazione al censimento del 2000 era di 79 220 abitanti. Il capoluogo di contea è Beckley.